# Klimaszewnica
Klimaszewnica [klimaʂɛvˈnit͡sa] est un village polonais de la gmina de Radziłów dans le powiat de Grajewo et dans la voïvodie de Podlachie. Il se situe à environ 10 kilomètres au nord-est de Radziłów, à 21 kilomètres au sud de Grajewo et à 60 kilomètres au nord-ouest de Białystok. 